# Hươu sao Đài Loan
Hươu sao Đài Loan (Danh pháp khoa học: Cervus nippon taioanus) tiếng Trung: 台灣梅花鹿; bính âm: Táiwān méihuālù; Bạch thoại tự: Tâi-oân hoe-lo̍k) là một phân loài của loài hươu sao và là loài đặc hữu của đảo Đài Loan. Hươu Đài Loan, giống như hầu hết các loài động vật trên cạn và hệ thực vật của Đài Loan, đã di chuyển đến trên hòn đảo vào thời kỳ Băng hà khi mực nước biển thấp hơn đã nối liều đảo Đài Loan với lục địa châu Á.

## Lịch sử

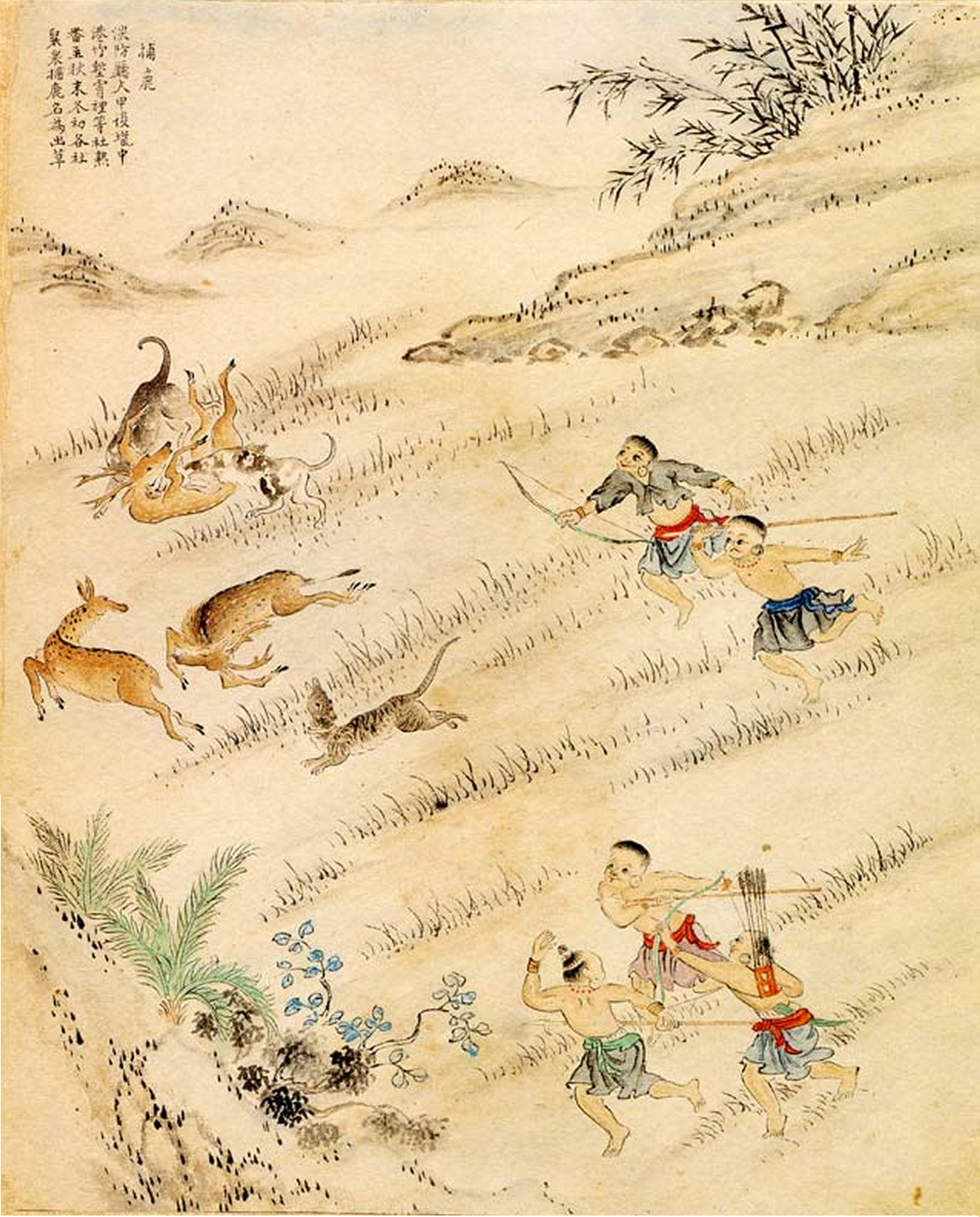
Tranh vẽ thế kỷ thứ 18 mô tả cảnh người bản xứ Đài Loan đang săn hươu sao

Khi chiếm hòn đảo Đài Loan, người Hà Lan đã nhận ra tiềm năng của các đàn hươu sao (Cervus nippon taioanus) lớn đi lại lang thang tại vùng đồng bằng phía tây hòn đảo. Da hươu bền dai được người Nhật đánh giá cao, họ sử dụng chúng để làm áo giáp cho samurai. Các bộ phận khác của hươu được bán cho các thương nhân Trung Quốc để làm thực phẩm hay dược phẩm. Người Hà Lan trả công cho những người nguyên trú khi họ đem hươu đến và cố gắng quản lý số hươu để theo kịp với nhu cầu. Những con hươu vốn là kế sinh nhai của dân nguyên trú lại bắt đầu biến mất, buộc họ phải thay đổi cách thức kiếm sống. Tuy nhiên, vẫn có các phân loài hươu sao còn tồn tại trong điều kiện nuôi nhốt và sau đó việc đưa chúng quay trở về với môi trường tự nhiên đã đạt được thành công.
Quần thể hươu tại Đài Loan đã bị ảnh hưởng nặng nề bởi các hoạt động của con người đối với bốn trăm năm qua. Cho đến đầu thế kỷ 17, dân số của Đài Loan là thấp và bao gồm hầu hết các dân tộc Nam Đảo, người đã sống trên hòn đảo này trong hàng ngàn năm. Trong số người nhập cư thế kỷ 17 từ Trung Quốc đại lục tăng lên đáng kể để đáp ứng với sự bất ổn chính trị ở Trung Quốc và các cơ hội kinh tế Đài Loan, trong đó từ năm 1624 cho đến năm 1684 đã được kiểm soát bởi Công ty Đông Ấn Hà Lan (VOC). Các VOC, điều hành từ cảng Tayouan (An Bình hiện đại ngày nay, Đài Nam) ở tây nam Đài Loan, thành lập một trạm buôn bán kinh doanh chính là xuất khẩu của da sang châu Âu.
Trong sáu thập kỷ hoạt động xuất khẩu 2-4.000.000 tấm da đã được xuất khẩu sang châu Âu. Xuất khẩu giảm khi người Hà Lan bị loại ra khỏi Đài Loan vào năm 1684, nhưng vẫn tiếp tục trong suốt thời kỳ nhà Thanh với một các trung chuyển đến Nhật Bản như thị trường xuất khẩu lớn. Việc săn bắn trong thời kỳ Hà Lan đô hộ đã làm giảm nghiêm trọng giảm dân số của chúng. Quần thể hươu tiếp tục giảm trong vài thế kỷ tiếp theo là dân số của con người mở rộng-môi trường sống tự nhiên của chúng ở vùng đồng bằng đất thấp đang dần chuyển đổi sang đất nông nghiệp, đô thị hóa và sau đó, khi dân số của con người tăng lên. Săn bắn cũng tiếp tục. Kết quả là, các quần thể hoang dã giảm đều đặn, và trong năm 1969, cá thể hoang dã nổi tiếng cuối cùng đã bị giết chết.
Tuy nhiên, con nai được dễ dàng giam giữ trong điều kiện nuôi nhốt và đã có một số quần thể nuôi nhốt C. n. taiaoanus. Năm 1984 Hội đồng Nông nghiệp Đài Loan Dự án Tái cấu trúc loài hươu này, có trụ sở tại Công viên quốc gia Kenting trên mũi phía nam của đảo tài trợ cho dự án. Hai mươi hai con nai đã được chuyển từ vườn thú Đài Bắc để phục vụ như một quần thể sáng lập. Trong 10 năm tiếp theo con nai đã được duy trì cho đến khi đưa cuối cùng của chúng vào công viên quốc gia vào năm 1994. Tổng cộng hơn 200 con hươu đã được thả ra và dân số hiện tại, bây giờ lan rộng ra khỏi biên giới công viên, được ước tính vượt quá 1.000 cá thể.

## Đặc trưng
Chiều cao của hươu Đài Loan khi đứng từ 90–120 cm tính đến vai. Con đực lớn hơn và gạc rụng. Những chiếc lớp lông mùa hè là màu nâu ánh sáng, với những đốm trắng rõ ràng, trong khi vào mùa đông lớp lông ngoài của chúng là tối hơn và các đốm mờ dần. Sự phân bố tự nhiên của chúng về Đài Loan trong các rừng từ mực nước biển lên đến khoảng 300 m cao. Chúng giống như nhiều loài hươu khác thích khu vực rừng hỗn giao, trảng, và đất trống. Trong điều kiện tự nhiên đồng bằng phù sa thấp kéo dài từ ngày nay Đài Bắc dọc theo bờ biển phía tây gần đến mũi phía nam của đảo là môi trường sống và các quần thể tự nhiên sẽ có được khá dày đặc.

## Đặc điểm chung

### Mô tả chung
Nhìn chung, chúng có thể chất nhẹ nhàng, cân đối, chân dài và mảnh. Đầu nhỏ, cổ dài, tai thường dài hơn đuôi. Bộ lông nhìn chung có màu vàng đậm, con cái nhạt hơn và con đực thẫm hơn. Trên nền vàng đỏ rải rác những đốm trắng, sạch gọi là "sao". Độ lớn của những sao này nhỏ về phía lưng và lớn hơn về phía bụng. Những sao ở hai bên sống lưng tạo thành hai hàng vạch dọc, còn các sao ở mình không có hàng rõ rệt. Từ gáy đến cổ và dọc trên sống lưng có một đường chỉ thẫm, mút đuôi có lông màu trắng, mặt dưới đuôi trần. ở phía dưới gốc đuôi và mặt sau của đùi có những sợi lông trắng dài 4 – 6 cm kết hợp tạo thành cái gọi là "gương". "Gương" này có hình tam giác, chỉ những khi xúc cảm, những lông của "gương" này mới dựng lên.
Tuyến nước mắt phát triển mạnh. Co cái không có sừng. Hươu đực mới có sừng Con đực có sừng 2 - bốn nhánh. Thân phủ lông ngắn, mịn, màu vàng hung, có 6 - 8 hàng chấm trắng (như sao) dọc theo hai bên thân. Có vệt lông màu xám kéo dài từ gáy dọc theo sống lưng. Bụng màu vàng nhạt. Bốn chân thon nhỏ màu vàng xám. Đuôi ngắn, phía trên vàng xám, phía đuôi trắng, mút đuôi có túm lông trắng. Đầu to vừa phải có dạng hình chữ V, khoảng cách giữa hai gốc sừng rộng, mắt tinh, mõm dài vừa, đôi tai luôn nghe nhóng nhanh nhạy, đầu cổ kết hợp tốt, cổ dài vừa phải và thon nhỏ, sống lưng thẳng, lưng thon mình ngựa, lưng, sườn, bụng kết hợp, mông cân đối nở nang, đùi đầy đặn có cơ thịt nỗi rõ chắc, mông và đùi linh hoạt, kết hợp chắc chắn.
Bốn chân thon nhỏ dài vừa chắc chắn, vận động tự nhiên, nhanh nhẹn, hai chân trước không qua thấp so với hai chân sau, hai chân sau chùng xuông so với hai chân trước, phía sau hơi thấp hơn so với phía trước, con cái thì đuôi luôn phe phẩy, mắt sáng nhanh nhẹn, hươu cái có cơ thể phát triển cân đối, khoẻ mạnh, béo vừa phải. Bình thường lông có màu vàng sẩm, trên thân có những đốm trắng giống sao nỗi rõ, dưới cằm, cổ, đùi có màu trắng nhạt, tính tình nhanh nhẹn ít hung dữ, mắt tinh, mõm dài vừa, đôi tai luôn nghe nhóng nhanh nhạy.

### Tập tính ăn
Trong tự nhiên, chúng thường sống theo đàn từ 5-7 con, có khi tới hàng chục con. Hươu sao thích sống nơi trảng cỏ, rừng thưa và những nơi gần đầm hồ, sông, suối nơi có nhiều lá và cỏ non. Chúng là động vật yếu, luôn là con mồi ngon của nhiều loài thú ăn thịt như hổ, báo... nên chúng có tập tính kiếm ăn vào ban đêm. Chúng chủ yếu hoạt động vào ban đêm, ban đêm hươu ăn tới 60% tổng số thức ăn của khẩu phần. Thức ăn là cỏ, lá cây, ưa thích nhất là các loại lá cây có nhựa mủ như: sung, ngái, mít, chúng thích ăn cỏ tươi, không ăn cỏ đã khô và các loại lá cây, chúng sống ở rừng thưa trên núi đất, ưa thích nơi khô ráo. Sống thành từng đàn, hiền lành và nhút nhát, chúng đặc biệt rất nhút nhát, thính giác và thị giác rất tốt, thích sinh hoạt bầy đàn thể hiện tính hoang dã. 

### Sinh sản
Hươu hai tuổi thì trưởng thành sinh dục (động dục và giao phối). Chúng động dục vào mùa thu và đẻ vào mùa xuân, thời gian chửa khoảng 6 tháng rưỡi đến 7 tháng, lúc con đực đòi nhảy mà con cái trốn chạy, nó có thể phát khùng và húc chết con cái. Khi con cái động dục có biểu hiện là việc kêu rống, đi lại nhiều, hươu đực ít ăn hơn bình thường từ 30 - 40%, tiếng kêu rít lên to và kết thúc bằng giọng khàn khàn. Thời kỳ này hươu đực bị kích thích mạnh, tính tình hung dữ hơn, đi lại lung tung, hay cúi gầm đầu xuống sát đất, hướng cặp sừng ra phía trước như sẵn sàng lao vào cuộc ẩu đả, hai chân trước cào bới đất. Dịch hoàn phát triển mạnh, dương vật luôn rỉ nước màu đen như nước điếu, mùi rất hoi.
Hươu cái trong mùa động dục thường cũng ít ăn hơn. Hiện tượng động dục tương đối rõ xung huyết thành âm đạo, cổ tử cung tiết niêm dịch, đầu kỳ động hớn niêm dịch dính kéo dài như thủy tinh, giữa kỳ động hớn niêm dịch trong suốt chứa đầy âm đạo và chảy ra quanh cơ quan sinh dục ngoài, còn cuối kỳ động hớn niêm dịch đục và giảm số lượng. Hươu cái động hớn thường biểu hiện không yên tĩnh, thích gần con đực.
Vài ngày trước khi đẻ, hươu cái ít hoạt động hơn và thường nằm tách biệt với đàn. Những biểu hiện bên ngoài dễ thấy như bụng to, bầu vú căng và sạ xuống, âm hộ sưng mọng, thái độ hoảng hốt lúc đứng, lúc nằm, đuôi ve vẩy luôn. Hươu thường đẻ con vào ban đêm nhất là khoảng chiều tối. Động tác đẻ giống như
trâu bò, trước lúc đẻ có hiện tượng vỡ màng ối, làm chảy ra một chất nước nhầy màu vàng đục. Sau đó 2 chân trước con non ra trước, rồi đến mõm, đầu, ngực, lưng và 2 chân sau.
Hươu con ra theo chiều lưng - bụng như trên là đẻ thuận. Thời gian từ khi vỡ màng ối cho đến lúc 2 chân trước con non lò ra, thường kéo dài 5 - 10 phút và đến khi đẻ hươu con ra khoảng 25 - 40 phút. Hươu mẹ thường dùng răng cắn đứt dây rốn, rồi liếm khắp mình con cho khô sạch. Hươu con đẻ ra khoảng nửa giờ sau khi đẻ đã đứng dậy được và bú mẹ. Trong những ngày đầu, hươu con thường nằm nhiều và nằm tách mẹ đến bữa mới về bú. 